# Daniel Bergman
Daniel Sebastian Bergman, švedski filmski režiser, * 7. september 1962.
Je sin Ingmarja Bergmana in Käbi Laretei.

## Izbrana filmografija
- 1987 - Ägget
- 1989 - Kajsa Kavat
- 1992 - Söndagsbarn (Sunday's Children)
- 1997 - Svenska hjältar (Swedish Heroes)